# Rennmäuse
Die Rennmäuse (Gerbillinae) bilden eine Unterfamilie der Langschwanzmäuse und bewohnen die Wüsten, Halbwüsten, Steppen und Savannen Afrikas und Asiens. Sie sind die größte Gruppe der Nagetiere, die an ein Leben in trockener Umgebung angepasst ist. Einige Rennmäuse, insbesondere die Mongolische Rennratte, werden häufig als Heimtier gehalten.

## Körpermerkmale

### Körperbau und Körpermaße
Rennmäuse ähneln oft der vertrauten Mongolischen Rennratte, kommen jedoch in unterschiedlichen Größen von mausgroß und schlank bis größer und kompakt vor.
Im Gegensatz zu den ihnen äußerlich ähnlichen Ratten und Mäusen besitzen sie meist behaarte Schwänze und Fußsohlen sowie etwas verlängerte Hinterbeine.
Kleinere Rennmausarten, wie die Eigentlichen Rennmäuse kommen mit einem Gewicht von 8 bis 11 Gramm auf eine Körperlänge von 6,2 bis 7,5 Zentimeter und eine Schwanzlänge von 7,2 bis 9,5 Zentimeter. Die Indische Nacktsohlenrennmaus dagegen ist 115 bis 190 Gramm schwer, Körper und Schwanz messen 15 bis 20 Zentimeter und 16 bis 22 Zentimeter.

### Fell, Farbe und Schwanz
Das weiche Fell der Rennmäuse verleiht ihnen ein mäuseähnliches Aussehen. Das der Oberseite ist meist hellgelb, hellbraun oder gräulich, das der Unterseite weiß oder cremefarben.
Diese Färbung verringert zum einen die Gefahr gefressen zu werden, da sie der Farbe des Bodens entspricht, auf der die Tiere leben. Sogar innerhalb einer Art passen sich regionale Populationen der jeweiligen Farbe des Untergrundes an. So sind Tiere auf dunklen Böden dunkelbraun, solche auf roten Böden besitzen ein rötliches Fell.
Zum anderen reflektiert die helle Unterseite besser die Hitze des Untergrundes. Auch die behaarten Fußsohlen ermöglichen ihnen das Laufen auf heißen Böden.
Der Schwanz dient den Rennmäusen als Gleichgewichtshilfe bei der Bewegung und sie können damit Sand über den Eingang ihres Baues fegen, um diesen zu verbergen. Er dient außerdem als Schutz vor Fressfeinden. Die Quaste an der Schwanzspitze lenkt vom Körper des Tieres ab und der Schwanz kann ganz oder teilweise abfallen, wenn er gefasst wird.
Ein behaarter Schwanz schützt die Tiere vor Austrocknung.

### Sinnesorgane
Rennmäuse besitzen große, dunkle Augen, die weit oben am Kopf liegen und ihnen ein großes Gesichtsfeld verleihen. Typisch ist auch ihr großes Mittelohr, besonders bei Arten in Wüstenlandschaften. Dies ermöglicht das Hören im Niedrigfrequenzbereich und sogar Geräusche wie der Flügelschlag von Eulen können wahrgenommen werden.

### Schädel

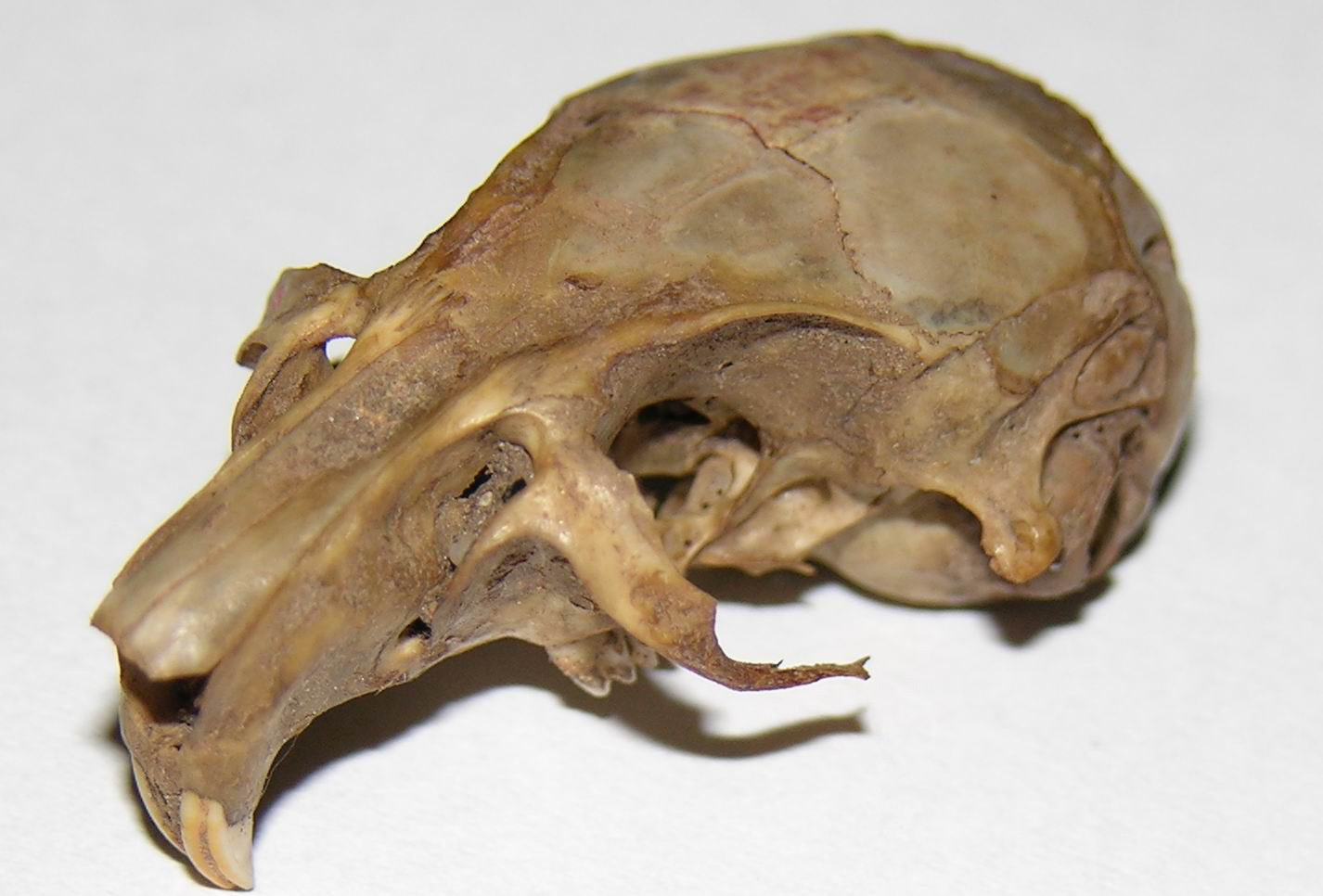
Schädel einer Mongolischen Rennratte (ohne Unterkiefer und mit beschädigten Jochbögen)

#### Schallleitungsapparat
Das Trommelfell der Rennmäuse ist entweder einfach und besteht lediglich aus einem Hauptteil, oder es ist mehrteilig mit zusätzlichem Nebentrommelfell.
Den Hauptteil bilden zwei Teile, die sich wie bei anderen Säugetieren im Aufbau des Gewebes voneinander unterscheiden: die große, gespannte Pars tensa und die kleine, schlaffe Pars flaccida. Das Gewebe des Nebentrommelfells gleicht dagegen wie bei den Springmäusen dem der Pars tensa. Es liegt oberhalb von dieser und nimmt somit eine ähnliche Lage wie die Pars flaccida bei den meisten anderen Mäuseartigen ein. Von der Pars tensa ist es durch den Grenzbogen, ein dünnes Band aus Bindegewebe zwischen den vorderen und hinteren Knochenvorsprüngen, getrennt. Die Knochenvorsprünge sind jedoch lediglich bei Rennmäusen mit Nebentrommelfell deutlich ausgeprägt. Bei der Kap-Kurzschwanz-Rennmaus, der Brauer-Rennmaus, der Somali-Rennmaus und der Fettschwanz-Rennmaus ist das Nebentrommelfell groß, außerdem kommt es bei einigen Arten der Eigentlichen Rennmäuse und der Rennratten vor.
Bei Rennmäusen ohne Nebentrommelfell wird die seitliche Wand des Recessus epitympanicus durch eine dünne Knochenplatte gebildet. Zwei Knochenblätter nähern sich vom vorderen und vom hinteren Schenkel des Anulus tympanicus an und sind gewöhnlich durch eine schmale, schlitzartige Öffnung voneinander getrennt. Diese Öffnung ist am freien, unteren Ende am breitesten und wird nach oben hin schmaler. Sie wird durch einen Teil der Pars flaccida überspannt. Gelegentlich sind die beiden Knochenblätter lückenlos miteinander verschmolzen. Bei der Aserischen Rennratte weist das Knochenblatt vor der Einkerbung in der Umrandung des Trommelfells, der Incisura tympanica, eine abgerundete Öffnung auf. Dagegen ist der Unterteil ihres Hinterrandes mit dieser Einkerbung verwachsen. Ist das Knochenblatt wie bei der Mongolischen Rennratte und der Libyschen Rennratte vergrößert, verdrängt sein Hinterrand den Unterteil der Einkerbung und verringert somit deren vertikale Ausdehnung. Bei einer weiteren Vergrößerung des Knochenblatts, so bei einigen Arten der Eigentlichen Rennmäuse, der Fettschwanz-Rennmaus und der Brauer-Rennmaus, werden die Einkerbung und die seitliche Wand des Recessus fast vollständig durch das Nebentrommelfell verdrängt. Die Einkerbung bleibt jedoch bei allen Rennmäusen zumindest als kleiner Spalt an der hinteren, oberen Kante der Umrandung des Nebentrommelfells erhalten.
Fehlt das Nebentrommelfell, wird der Kopf des Hammers durch die knöcherne Scheidewand verdeckt, die den oberen Teil des Gehörgangs ausfüllt. Bei vorhandenem Nebentrommelfell ist der Kopf dagegen von außen sichtbar. Er ist entweder leicht mit gerader Oberkante oder eher massiv und tränenförmig mit hervorstehender Oberkante. Der kleinere Hammergriff nimmt eine vertikale Lage ein.
Die Kombination aus leichtem oder massivem Kopf und einfachem oder mehrteiligem Trommelfell ermöglicht die Rekonstruktion der stammesgeschichtlichen Beziehungen einiger Rennmausgruppen. Dabei kommt der Kenntnis über die ursprüngliche oder abgeleitete Natur von Nebentrommelfell und leichtem Kopf die wichtigste Bedeutung zu. Der ursprüngliche Merkmalszustand der Mäuseartigen, ein Hammer mit leichtem Kopf und horizontalem Hammergriff, geht stets mit einem Nebentrommelfell einher. Er kommt bei bezüglich der Paukenblasen generalisierten Mäuseartigen und niemals bei den Rennmäusen vor. Die evolutionäre Umwandlung umfasst zunächst die Verlagerung des Hammergriffs von einer horizontalen in eine vertikale Lage und dann die Entwicklung vom leichten zum massiven Kopf sowie gelegentlich eine Rückentwicklung zum leichten Kopf. Bei Wühlmäusen weist der vordere Teil des Hammers wie bei den Rennmäusen ein rippenförmiges Element auf, das beim Hammer mit horizontalem Hammergriff immer oben und beim Hammer mit massivem Kopf immer mittig verläuft. Für die Rennmäuse ist dementsprechend anzunehmen, dass beim Hammer mit leichtem Kopf eine oben verlaufende Rippe auf den ursprünglichen Merkmalszustand und eine mittig verlaufende Rippe auf ein abgeleitetes Merkmal hindeutet. So weisen einige Rennratten mit stark aufgeblähten Paukenblasen ein Nebentrommelfell und einen Hammer mit mittig verlaufender Rippe sowie leichtem Kopf auf. Die genannten Merkmalszustände des Hammers lassen Rückschlüsse auf die Untergliederung der Kurzschwanz-Rennmäuse sowie die Stellung der Buschschwanz-Rennmaus innerhalb der „typischen Rennmäuse“ (Gerbillini) zu.

#### Kauapparat
Rennmäuse weisen den für die Mäuseartigen typischen, myomorphen Kauapparat auf. Jedoch dominieren anders als bei den diesbezüglich generalisierteren Vertretern der Mäuseartigen die vorderen Anteile des Kaumuskels den Schläfenmuskel. Entsprechende Abwandlungen des knöchernen Kauapparats sind eine Vergrößerung der Jochbeinplatte und des vorderen Anteils des Jochbogens, verbunden mit einer Verkleinerung der Temporalplatte des Hirnschädels und einer Verkleinerung des Muskelfortsatzes des Unterkiefers.
Der Gelenkfortsatz ist dagegen hoch, der aufsteigende Unterkieferast ist schmal, und die hintere Einwölbung zwischen dem Gelenkfortsatz und dem Winkelfortsatz ist groß. Der Kiefer ist somit vergleichsweise schwach. Das Unteraugenloch ist häufig stark verschmälert und niemals groß.
Die Jochbeinplatte besteht aus zwei deutlich unterscheidbaren Teilen. Der vordere Teil ist der einen Kiel bildende, verlängerte Auswuchs der Platte nach vorne. Er verläuft entlang der Schnauze und ist kennzeichnend für die Rennmäuse, tritt jedoch auch bei einigen anderen Mäuseartigen auf. Der hintere Teil ist für alle Mäuseartigen typisch und befindet sich nahe dem Ansatz der vorderen Jochbogenwurzel. Unter den rezenten Rennmäusen sind die Brauer-Rennmaus und die Eigentlichen Rennmäuse durch die am wenigsten entwickelte Jochbeinplatte gekennzeichnet. Daneben können zwei wesentliche, wenn auch nicht gänzlich verschiedene Weiterentwicklungen festgestellt werden: Bei den Taterillinen, insbesondere den Nacktsohlen-Rennmäusen, ist der Kiel stark verlängert, bei den „höheren Rennmäusen“ (Rhombomyina), insbesondere bei der Großen Rennmaus, ist die Platte dagegen vertikal vergrößert. Bei einigen Gattungen, so bei der Somali-Rennmaus, führt eine Ausdehnung des vorderen Anteils des Jochbogens nach oben zur Bildung eines auffälligen Orbitalschilds. Zwischen den stammesgeschichtlichen Gruppen können jedoch hinsichtlich dieser Merkmale keine klaren Unterschiede festgestellt werden. Lediglich die Verlängerung des Kiels kann möglicherweise als abgeleitete Gemeinsamkeit der Taterillinen aufgefasst werden.
Mit den beiden Entwicklungstrends der Jochbeinplatte hängt eine Umformung der oben durch Parasagittalleisten begrenzten Temporalplatte des Hirnschädels zusammen: Sie ist bei den Taterillinen mit zunehmender Kielverlängerung schmaler und dehnt sich bei den fortgeschrittensten „höheren Rennmäusen“ aus. Die Umformung der Temporalplatte spiegelt die parallele Evolution des Kauapparats zwischen „höheren Rennmäusen“ und Wühlmäusen wider und kann als abgeleitete Besonderheit der „höheren Rennmäuse“ gewertet werden.
Die Veränderungen am Unterkiefer hängen teilweise mit der Entwicklung der Paukenblasen sowie der Änderung der Größenverhältnisse der Kaumuskeln zusammen. Es ist anzunehmen, dass die Aufblähung der Paukenblasen ursächlich für die Umformung des Kauapparats verantwortlich ist. Am auffälligsten ist dieser Zusammenhang im Vergleich zu Mäuseartigen mit generalisierten Paukenblasen: Der aufsteigende Ast des Unterkiefers nimmt bei den Rennmäusen eine vertikalere Lage ein und ist schmaler, die hintere Einwölbung zwischen Gelenkfortsatz und Winkelfortsatz ist tiefer, und der Winkelfortsatz verläuft weniger vertikal. Diese miteinander zusammenhängenden Merkmale wurden sogar bei Rennmäusen mit vergleichsweise kleinen Paukenblasen festgestellt und können als indirekter Hinweis auf eine Aufblähung der Paukenblasen dienen. Insbesondere scheinen die rezenten Rennmäuse dadurch von den fossilen Myocricetodontinen, die einen für die Mäuseartigen typischen Unterkiefer aufweisen, unterscheidbar zu sein. Jedoch ist dieser Zusammenhang nicht besonders ausgeprägt und bei der Fettschwanz-Rennmaus mit ihren aufgeblähten Paukenblasen ist der aufsteigende Ast des Unterkiefers sehr breit, nimmt jedoch eine vertikalere Lage als bei den „typischen Rennmäusen“ (Gerbillini) ein. Einige andere Rennmäuse weisen ebenfalls einen eigentümlichen, jeweils eine abgeleitete Besonderheit darstellenden Bau des Unterkiefers auf. Bei der Somali-Rennmaus fehlt der Muskelfortsatz vollständig. Dies ist ein innerhalb der Mäuseartigen einzigartiges Merkmal und geht mit der schmalsten Temporalplatte sowie dem größten Orbitalschild einher. Bei der Brauer-Rennmaus ist der Gelenkfortsatz lang und schmal und der Winkelfortsatz ist sehr breit. Einen ähnlichen Bau des Unterkiefers wie die Brauer-Rennmaus weist die Mauretanische Rennmaus auf.

## Lebensweise

### Wasserhaushalt
Wasser wird normalerweise über Haut, Atmung, Urin und Kot abgegeben. Die meisten Rennmäuse besiedeln Trockenregionen mit schwierigen Klimaverhältnissen und besitzen eine im Verhältnis zum Volumen ungünstig große Körperoberfläche. Sie haben daran angepasste Eigenschaften entwickelt, um den Wasserverlust so gering wie möglich zu halten und dadurch den Flüssigkeitsbedarf zu reduzieren. Sie schwitzen nicht und können deshalb Temperaturen über 45 Grad Celsius nicht länger als zwei Stunden überleben. Die meisten Arten sind nachtaktiv und leben tagsüber in Bauen unter der Erde, deren Eingänge oft blockiert sind und die ihnen in etwa 50 Zentimeter Tiefe konstante Temperaturen zwischen 20 und 25 Grad Celsius bieten. Einige nördliche Arten kommen auch tagsüber an die Oberfläche, südlich lebende Sandmäuse auch im Winter. Nachts ist ihre Nahrung, oft lediglich trockene Samen und Blätter, mit Tau befeuchtet und erhöht die Feuchtigkeit im Bau, wenn sie zum Fressen hinein genommen wird. Das Verdauungssystem der Rennmäuse entzieht der Nahrung fast jegliches Wasser, der Kot ist trocken und die Nieren produzieren nur ein paar Tropfen konzentrierten Urin.

### Ernährung
Rennmäuse ernähren sich vorwiegend von Pflanzenmaterial wie Sämereien, Früchten, Blättern, Stängeln, Wurzeln und Knollen. Die nachtaktiven Arten der Eigentlichen Rennmäuse suchen in der Wüste nach vom Wind hergewehten Samen. Die Sandratten haben sich auf salzige, sukkulente Pflanzen spezialisiert und die Indische Nacktsohlenrennmaus benötigt das ganze Jahr über frisches Futter und lebt oft in der Nähe bewässerter Felder. Viele Arten nehmen jedoch, was sie bekommen können, und verzehren auch Insekten, Schnecken, Reptilien und sogar andere Nagetiere. Insbesondere Tiere in den äußerst trockenen Wüsten des südlichen Afrikas fangen vorwiegend Insekten, während sich vor den Bauen von Gerbillus dasyurus Berge leerer Schneckenhäuser bilden.
Die Nahrung wird aus Vorsicht meist im Bau verspeist. Arten in Gebieten mit kalten Wintern lagern im Bau große Vorräte ein, große Rennmäuse legen auch vor ihren Bauen bis zu 1 Meter breite und 3 Meter lange Vorratshaufen an.

### Sozialverhalten
Während Rennmausarten in heißen Wüsten meist Einzelgänger sind, leben in Gebieten mit mehr Nahrung sozialere Arten mit dauerhafter Paarbildung und Familienstrukturen. Am komplexesten sind die sozialen Strukturen bei Tieren der Rhombomyina, die in Gegenden mit kalten Wintern leben. Insbesondere die Große Rennmaus und die Mongolische Rennratte leben in großen Kolonien, die aus zahlreichen Untergruppen bestehen.

### Fortpflanzung und Lebenserwartung

Säugende Mongolische Rennratte mit ihren wenige Wochen alten Jungtieren

In Savannen lebende Rennmausarten werfen nach der Regenzeit. Dort, wo es immer frische Nahrung gibt, werfen die Weibchen das ganze Jahr über zwei- bis dreimal. Einige in Wüsten lebende Arten dagegen vermehren sich nur in den kälteren Monaten. Die Tragzeit beträgt 21 bis 28 Tage und ein Wurf besteht aus 1 bis 12 Jungtieren, meist drei bis fünf. Der Nachwuchs kommt hilflos, nackt und blind auf die Welt und ist zwei Wochen von der Mutter abhängig. Die Geschlechtsreife setzt im Alter zwischen zwei und sechs Monaten ein und richtet sich auch danach, ob die Tiere noch in der gleichen Saison zur Fortpflanzung kommen können.
Die Lebenserwartung in der Natur beträgt normalerweise ein bis zwei Jahre.

## Verbreitung
Wüstenrennmäuse sind in den trockenen und halbtrockenen Regionen Asiens und Afrikas weit verbreitet. Der gemeinsame Vorfahre der heutigen Wüstenrennmausarten stammt wahrscheinlich aus Asien oder Afrika.
Rennmäuse sind in drei Hauptregionen verbreitet:
- In den Savannen Afrikas, aber auch der Namib und der Kalahari, wo die Temperaturen im Winter oft unter den Gefrierpunkt fallen.
- In den heißen Wüsten und Halbwüsten Nordafrikas und Vorderasiens sowie dem trockenen Horn von Afrika.
- In den Wüsten, Halbwüsten und Steppen Zentralasiens, wo die Wintertemperaturen ebenfalls weit unter den Gefrierpunkt fallen.

Die einzelnen Gattungen sind üblicherweise einer dieser drei Regionen zuzuordnen.
Neben Wüsten, Steppen und Savannen besiedeln sie auch Kulturland.

## Systematik

### Äußere Systematik
Die Rennmäuse bilden eine zu den Langschwanzmäusen gehörende Verwandtschaftsgruppe der Mäuseartigen. Von anderen Mäuseartigen lassen sie sich durch eine Reihe von abgeleiteten Besonderheiten morphologisch klar abgrenzen. Molekulargenetische Untersuchungen mehrerer Gene der Mitochondrien sowie des Zellkerns bestätigen ihre Eigenständigkeit und weisen auf eine nähere Verwandtschaft mit den Altweltmäusen sowie ein Schwestergruppenverhältnis mit den Deomyinen hin. Sie haben sich möglicherweise aus den fossilen Myocricetodontinen entwickelt.
In früheren Systematiken wurden die Rennmäuse häufig in die Nähe altweltlicher Wühler mit ursprünglich einfachem, cricetidem Backenzahntyp gestellt oder als mit den Madagaskar-Ratten und anderen, in Afrika endemischen Mäuseartigen verwandt angesehen. Die nähere Verwandtschaft mit den Myocricetodontinen, also Mäuseartigen mit komplizierterem, muridem Backenzahntyp wurde aufgrund der großen Ähnlichkeit hinsichtlich des Musters der Backenzahnkronen bei den generalisiertesten Rennmäusen und Myocricetodon vorgeschlagen. Jedoch waren die bei den meisten Myocricetodontinen vorhandenen, zusätzlichen Nebenhöcker der Unterkieferbackenzähne bei den Rennmäusen zunächst unbekannt.

### Innere Systematik

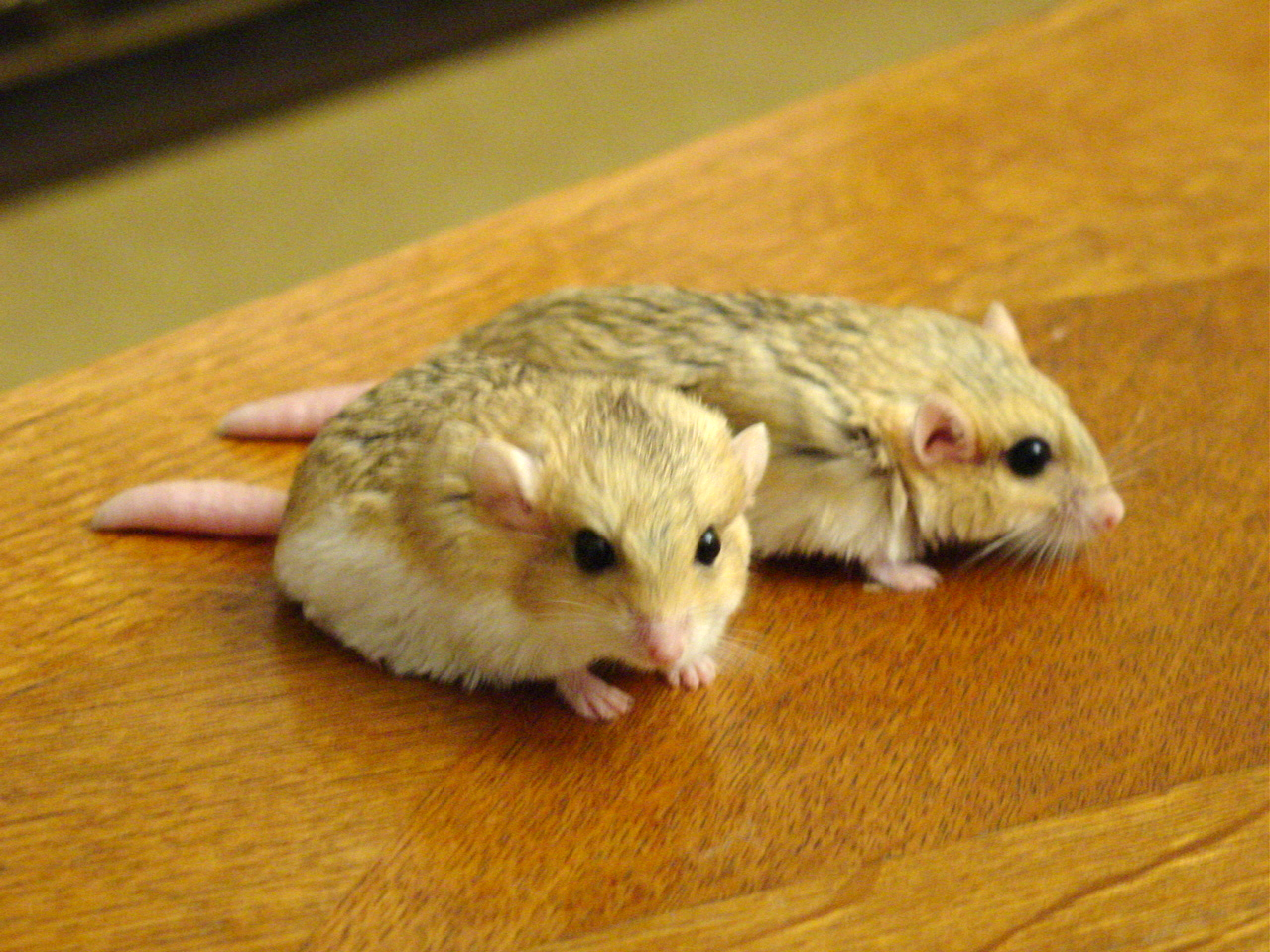
Fettschwanz-Rennmäuse (Pachyuromys duprasi)

Die innere Systematik der Rennmäuse folgt Chevret und Dobigny (2005) sowie Pawlinow (2008) und basiert auf molekulargenetischen Untersuchungen mehrerer mitochondrialer Gene sowie morphologischen Untersuchungen des Schädels und des Gebisses. Die Angaben zur Verbreitung folgen McKenna und Bell (1997) sowie Pawlinow (2008) und schließen Fossilfunde ein.
- Tribus Desmodilliscini Pavlinov, 1982
  - Brauer-Rennmaus (Desmodilliscus Wettstein, 1916), in Afrika
  - Fettschwanz-Rennmaus (Pachyuromys Lataste, 1880), im Norden Afrikas
- Tribus Gerbillurini Pavlinov, 1982
  - †Protatera Jaeger, 1977, im Norden Afrikas, im Südwesten Europas und im Süden Asiens
  - †Debruijnimys Castillo & Agusti, 1996, im Südwesten Europas
  - †Abudhabia de Bruijn & Whybrow, 1994, im Süden Asiens
  - Indische Nacktsohlenrennmaus (Tatera Lataste, 1882), im Süden Asiens
  - Nacktsohlen-Rennmäuse (Gerbilliscus Thomas, 1897), in Afrika
  - Namib-Rennmäuse (Gerbillurus Shortridge, 1942), im Süden Afrikas
  - Kap-Kurzschwanz-Rennmaus (Desmodillus Thomas & Schwann, 1904), im Süden Afrikas
- Tribus Ammodillini Pavlinov, 1981
  - Somali-Rennmaus (Ammodillus Thomas, 1904), am Horn von Afrika
- Tribus Taterillini Chaline, Mein & Petter, 1977
  - Kleine Nacktsohlen-Rennmäuse (Taterillus Thomas, 1910), in Afrika
- Tribus Gerbillini Gray, 1825 („typische Rennmäuse“)
  - Untertribus Gerbillina Gray, 1825 („niedere Rennmäuse“)
    - Kurzschwanz-Rennmäuse (Dipodillus Lataste, 1881), in Afrika
    - Eigentliche Rennmäuse (Gerbillus Desmarest, 1804), in Asien und Afrika
    - Mauretanische Rennmaus (Monodia Heim de Balsac, 1943), in Mauretanien
    - Somali-Zwergrennmaus (Microdillus Thomas, 1910), am Horn von Afrika

  - incertae sedis
    - Buschschwanz-Rennmaus (Sekeetamys Ellerman, 1947), in Ägypten und im Südwesten Asiens

  - Untertribus Rhombomyina Heptner, 1933 („höhere Rennmäuse“)
    - †Mascaramys Tong, 1986, im Norden Afrikas
    - Sandratten (Psammomys Cretzschmar, 1828), im Westen Asiens und im Norden Afrikas
    - †Pliorhombomys Fokanov, 1976, in Turkmenistan
    - Große Rennmaus (Rhombomys Wagner, 1841), in Asien
    - Przewalski-Rennratte (Brachiones Thomas, 1925), in China
    - Rennratten (Meriones Illiger, 1811), im Norden Afrikas, im Westen Asiens und im Osten Europas

Die genaue Anzahl der Arten ist noch unbekannt. Sichtbare Unterschiede innerhalb der Gattungen sind oft sehr fein und äußern sich in der Fell- und Krallenfarbe, in der Schwanzlänge oder im Fehlen oder Vorhandensein einer Schwanzquaste. Selbst die Zuordnung einer Art zu einer Gattung ist ohne Chromosomen-, Protein- oder Molekülabgleich manchmal kaum möglich.

## Rennmäuse und Mensch
Mehrere Rennmausarten sind durch die Eingriffe des Menschen in ihren Lebensraum gefährdet, einige sogar vom Aussterben bedroht.
Die meisten Tiere leben in kaum bewohnten Gebieten, andere werden vom Menschen teilweise als Schädlinge betrachtet, weil sie insbesondere im Winter die Felder plündern und durch ihre Grabtätigkeit Schäden an der Infrastruktur verursachen. Bauern bekämpfen die Tiere deshalb mit Giftgas oder pflügen ihre Bausysteme um. Als Wirt von Flöhen verbreiten sie Krankheiten wie die Pest und sind selbst auch Träger der gefährlichen Leishmaniose. Ihr süßliches Fleisch dagegen gilt als Delikatesse. Viele Arten werden vom Menschen als Versuchstier in der Forschung genutzt oder als Heimtier gehalten.